# Journal of Supply Chain Management
Das Journal of Supply Chain Management ist eine viermal jährlich erscheinende wissenschaftliche Zeitschrift zum Thema Supply-Chain-Management.

## Rezeption
Das Journal of Supply Chain Management zählt zu den führenden akademischen Fachzeitschriften in der Betriebswirtschaftslehre im Allgemeinen und im Supply-Chain-Management im Speziellen. Das Zeitschriften-Ranking VHB-JOURQUAL 2.1 (2011) stuft die Zeitschrift in die Kategorie B ein, was Rang 153 von 838 entspricht. Der Zwei-Jahres-Impact-Factor von Clarivate Analytics liegt bei 10.6 (2023); dies ist der vierzehnthöchste Impact Factor aller Management-Fachzeitschriften. Im Academic Journal Guide 2021 der Chartered Association of Business Schools ist die Zeitschrift mit einer „4“ (= „top journal“) bewertet. Die Zeitschrift gehört zu jenen acht führenden Fachzeitschriften des Supply-Chain-Managements, die von der SCM Journal List für ihr jährliches Ranking genutzt werden.